# Bedford (Québec)
Bedford is een stadje (ville) in de Canadese provincie Québec en telt 2667 inwoners (2006).

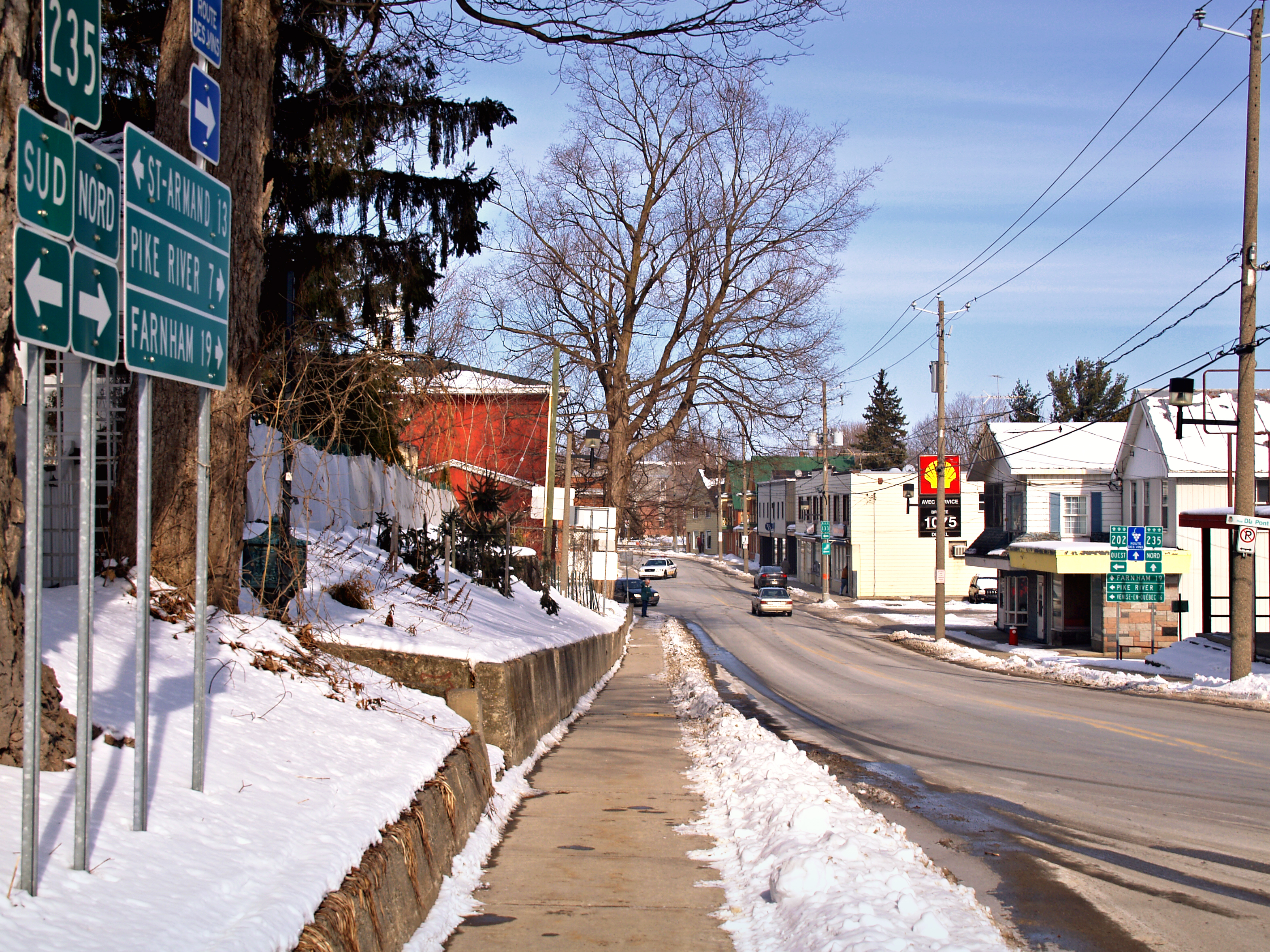
Route 235 door Bedford